# 12. Międzynarodowy Festiwal Filmowy w Cannes
12. Międzynarodowy Festiwal Filmowy w Cannes odbył się w dniach 30 kwietnia–15 maja 1959 roku. Imprezę otworzył pokaz francuskiego filmu Czterysta batów w reżyserii François Truffauta.
Jury pod przewodnictwem francuskiego dramaturga i scenarzysty Marcela Acharda przyznało nagrodę główną festiwalu, Złotą Palmę, francuskiemu filmowi Czarny Orfeusz w reżyserii Marcela Camusa.

## Jury Konkursu Głównego
- Marcel Achard, francuski dramaturg i scenarzysta − przewodniczący jury[3]
- Antoni Bohdziewicz, polski reżyser
- Michael Cacoyannis, grecki reżyser
- Carlos Cuenca, hiszpański dziennikarz
- Pierre Daninos, francuski pisarz
- Julien Duvivier, francuski reżyser
- Max Favalelli, francuski dziennikarz
- Gene Kelly, amerykański aktor i reżyser
- Carlo Ponti, włoski producent filmowy
- Micheline Presle, francuska aktorka
- Siergiej Wasiljew, rosyjski reżyser

## Filmy na otwarcie i zamknięcie festiwalu
|             | Tytuł                | Reżyseria         | Kraj              |
| ----------- | -------------------- | ----------------- | ----------------- |
| Otwierający | Bezustanne tarapaty  | François Truffaut | Francja           |
| Zamykający  | Pamiętnik Anny Frank | George Stevens    | Stany Zjednoczone |